# Brionnais
Das Brionnais ist ein Gebiet im Süden der
französischen Region Burgund. Es liegt dort im Südwesten des Départements Saône-et-Loire.
Einige Gemeinden im Brionnais tragen in ihrem Ortsnamen den Zusatz "en-Brionnais": Colombier-en-Brionnais, Ligny-en-Brionnais, Saint-Christophe-en-Brionnais, Saint-Didier-en-Brionnais, Saint-Germain-en-Brionnais, Saint-Laurent-en-Brionnais und Semur-en-Brionnais.
Der Name soll sich vom gallischen Stamm der Brannoviken herleiten.